# Повернення (фільм, 2006)
«Повернення» (ісп. Volver) — фільм Педро Альмодо́вара, що брав участь в конкурсній програмі кінофестивалю в Каннах в 2006 році, а також номінувався на Оскар від Іспанії. Альмодовар стверджує, що його картина руйнує стереотип «чорної Іспанії» і відкриває справжнє обличчя цієї країни. Пенелопа Крус вважає, що зіграла у «Поверненні» свою найкращу роль.

## Сюжет
Доброта і несамовите бажання вижити — єдина зброя трьох поколінь в їх відважній боротьбі проти шаленого східного вітру, вогню, безумства, марновірств і навіть смерті. Раймунда (Пенелопа Крус) одружена з хронічно безробітним Пако, у них підростає донька (Йоана Кобо). Сестра Раймунди Соледад (Лола Дуеньяс) працює перукаркою. Батьки Раймунди загинули під час пожежі. Матір (Кармен Маура) приходить в образі примари, спочатку до своєї сестри (Чус Лампреаве), а потім до Сол. За життя у матері були складні взаємини з Раймундою та сільською сусідкою Агустіною (Бланка Портільйо).
«Повернення» — не сюрреалістична комедія, як це може здатися. У фільмі без проблем переплелися життя і смерть. Тут провокаційні веселощі ґрунтуються на глибоких і щирих почуттях. Це кіно про культуру смерті в Ла Манчі (Іспанія). Сила і людяність їх обрядів дають можливість мертвому взагалі не вмирати. «Повернення» руйнує стереотип «чорної Іспанії» і відкриває справжнє обличчя цієї країни. Світла Іспанія — спонтанна, весела, безстрашна, чиста і вірна.

## Нагороди
- Каннський кінофестиваль, 2006: найкращий сценарій (Педро Альмодо́вар), найкраща акторка (колективна нагорода для акторок фільму)
- Кінонагорода «Гойя» (Іспанія), 2007: найкращий фільм, найкращий режисер, найкраща акторка (Пенелопа Крус), найкраща акторка другого плану (Кармен Маура)
- Кінопремія Золотий глобус (США), 2007: найкращий фільм, найкращий режисер, найкраща акторка
- Кінопремія Європейської кіноакадемії: найкращий режисер, найкраща акторка